# Iglesiarrubia
Iglesiarrubia település Spanyolországban, Burgos tartományban. Iglesiarrubia Avellanosa de Muñó, Lerma, Villafruela és Quintanilla de la Mata községekkel határos. Lakosainak száma 45 fő (2024).

## Népesség
A település népessége az utóbbi években az alábbiak szerint változott:
| Lakosok száma | 63   | 58   | 52   | 53   | 49   | 43   | 42   | 38   | 43   | 45   |
|               | 2001 | 2004 | 2006 | 2009 | 2011 | 2014 | 2016 | 2019 | 2021 | 2024 |